# Katie Melua

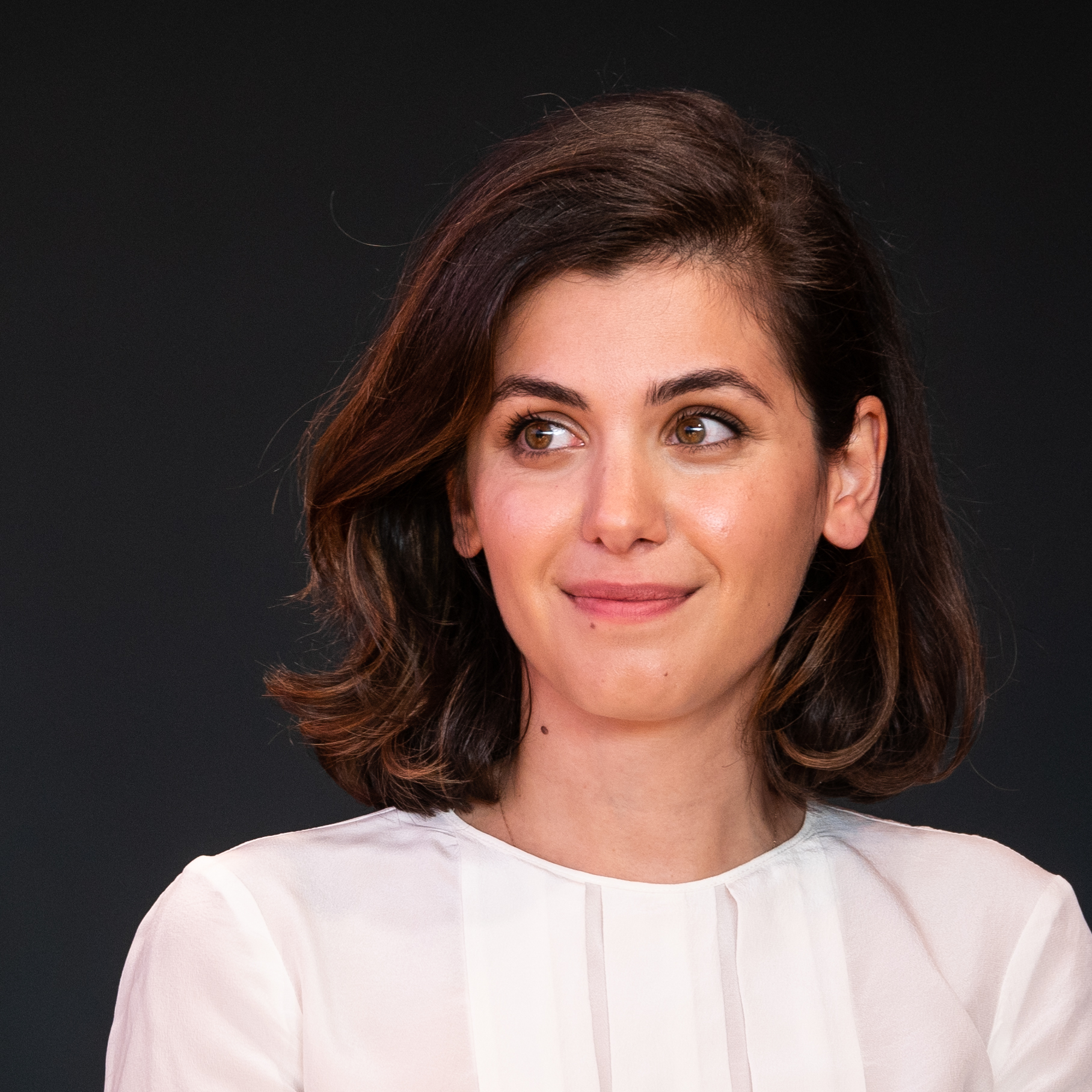
Katie Melua (2017)

Ketevan „Katie“ Melua (georgisch ქეთევან „ქეთი“ მელუა [ˌmεlua]; * 16. September 1984 in Kutaissi, Georgische SSR) ist eine georgisch-britische Sängerin, Songwriterin und Musikerin.

## Jugend und Privatleben
Katie Melua ist georgischer, russischer und kanadischer Abstammung. Sie wuchs, als Tochter des Herzchirurgen Amiran und der Krankenschwester Tamara Melua, in Tiflis auf. Sie verbrachte einen Teil ihrer Kindheit auch in Batumi und Moskau. Weil ihr Vater der Familie einen besseren Lebensstandard ermöglichen wollte, bewarb er sich weltweit bei Kliniken. Als er eine Jobzusage am Royal Victoria Hospital in der nordirischen Hauptstadt Belfast erhielt, zog Melua mit ihrer Familie 1993 – im Schatten des georgischen Bürgerkrieges sowie des Nordirlandkonflikts – dorthin, wo sie in der Nähe der berüchtigten Falls Road lebten. Dort besuchte die getaufte georgisch-orthodoxe Christin die katholische St.-Catherine’s-Grundschule und später das Dominican College in Fortwilliam, während ihr jüngerer Bruder protestantische Schulen besuchte. 1997 zog die Familie ins südenglische Redhill. 
Sie absolvierte eine Ausbildung an der BRIT School im Süd-Londoner Stadtteil Croydon, die sie 2003 mit Auszeichnung abschloss.
Im August 2005 nahm Melua gemeinsam mit ihrer Familie im südostenglischen Weybridge die britische Staatsbürgerschaft an, besitzt aber weiterhin auch die georgische.
Am 1. September 2012 heiratete sie im Nash Conservatory innerhalb der Royal Botanic Gardens in Londons südwestlichem Stadtteil Kew den ehemaligen britischen Motorradrennfahrer und jetzigen Gesangskollegen James Toseland. Ihre Trennung wurde im Oktober 2020 bekannt. Mit einem neuen Partner (seit 2020) hat sie seit November 2022 einen Sohn.
Sie spricht Georgisch, Russisch und Englisch. 2017 trat sie beim MTV-Unplugged-Konzert von Peter Maffay auf und sang dabei auch auf Deutsch.
Ihr jüngerer Bruder ist seit 2016 Teil ihrer Band und begleitet Melua bei vielen Auftritten und internationalen Konzerten an der E-Gitarre.

## Karriere

### Beginn der Karriere

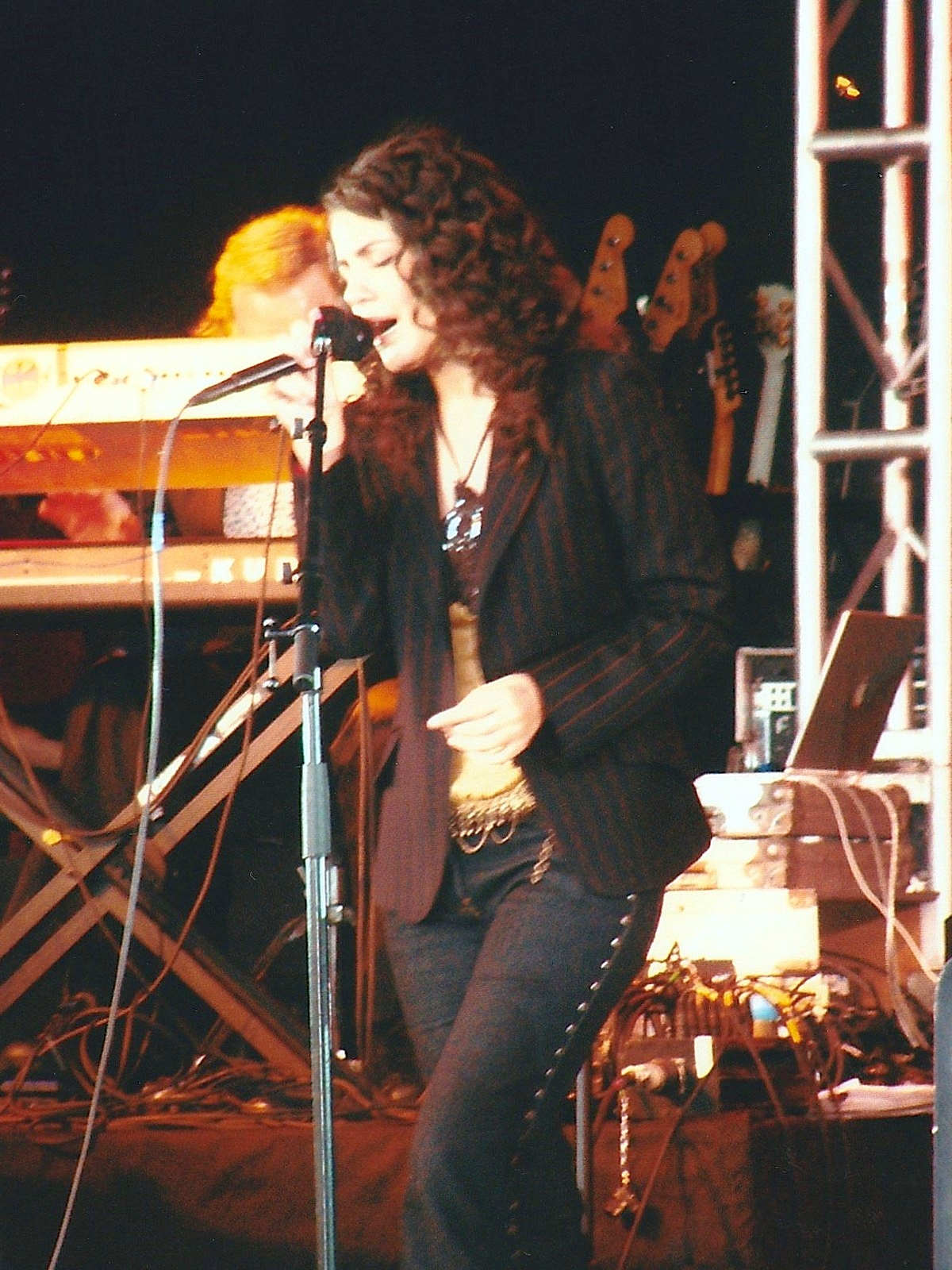
Melua in Guildford (2004)

Im Jahr 2000 wurde Melua mit dem Lied Without You Siegerin der nicht ganz ernst zu nehmenden britischen Fernsehtalentshow Stars up Their Nose, der verschiedene Fernsehauftritte beim Sender ITV folgten. Der Produzent und Komponist Mike Batt entdeckte Melua bei einem Vorsingen und nahm sie bei seinem Plattenlabel „Dramatico“ unter Vertrag. Für die ersten drei Alben zeichnete Batt als Produzent, Arrangeur und Songschreiber verantwortlich. Einen Teil ihrer Stücke komponierte sie selbst. Typisch für die Arrangements von Batt sind Gitarren- oder Streicherbegleitungen, die Meluas Stimme stets im Vordergrund lassen. Sie begleitet sich auf der Gitarre und seltener auch am Klavier. Melua möchte mit ihrer mit Jazz-, Blues- und Folkelementen angereicherten Musik an ihr Vorbild Eva Cassidy anschließen.
2003 erschien Meluas Debütalbum Call Off the Search, für das sie die beiden Stücke Belfast (Penguins and Cats) und Faraway Voice selbst geschrieben hatte. Es belegte im Januar 2004 Platz 1 der britischen Singlecharts und wurde in Deutschland erst im April 2004 veröffentlicht. In mehreren Ländern wurde es mit Doppelplatin ausgezeichnet. In Großbritannien erreichte es mit 1,8 Millionen verkauften CDs sechsfach Platin.

### Internationaler Durchbruch
Im Februar 2004 sang Melua bei den Brit Awards ein Duett mit Jamie Cullum. Ende Februar startete sie in Großbritannien ihre erste Welttournee, die sie im weiteren Verlauf unter anderem in die USA und nach Kanada sowie im September nach Deutschland führte. Es folgten weitere Konzerte in Skandinavien, den Niederlanden und Frankreich. Am 22. Oktober 2004 trat sie zum ersten Mal in der Royal Albert Hall in London auf; den Abschluss der Tournee 2004 bildeten drei Konzerte in New York City. Bei ihren Konzerten bemühte sie sich um eine intime Atmosphäre ohne Showeinlagen. Im November 2004 beteiligte sie sich an dem Projekt Band Aid 20.
Im März 2005 nahm Melua am 46664-Konzert im südafrikanischen George teil, bei dem auch Nelson Mandela – der Initiator dieser Konzertreihe zugunsten seiner AIDS-Stiftung – zugegen war. Dort sang sie – begleitet von Brian May und Roger Taylor von der Gruppe „Queen“ – den Titel Too Much Love Will Kill You. Im April 2005 wurde sie bei der Echo-Verleihung in der Kategorie Erfolgreichster Newcomer International ausgezeichnet. 2005 gab sie weltweit zahlreiche weitere Konzerte, darunter erneut in den USA sowie in Australien, Neuseeland und Japan.

### Zweites Album: „Piece by Piece“
Piece by Piece erschien im September 2005. Es belegte Platz 1 in den britischen Charts und erreichte mit 600.000 verkauften CDs Doppelplatin. Die erste Single-Auskopplung war der Titel Nine Million Bicycles. Das Album enthält wieder mehrere Cover-Versionen, darunter das „Cure“-Stück Just Like Heaven, Titellied der gleichnamigen US-Komödie aus dem Jahr 2005, die für den deutschsprachigen Raum entsprechend dem zugrunde liegenden Buchtitel in Solange du da bist übersetzt wurde.
Im März 2006 startete Melua eine Tournee durch elf deutsche Städte, als „Special Guest“ begleitete sie Max Mutzke. Im September 2006 wurde ihre neue Single mit dem Titel It’s Only Pain veröffentlicht. Im März 2007 erhielt sie abermals den „Echo“ in der Kategorie „Beste Künstlerin International“. Ebenfalls 2007 trat sie als Statistin in dem Kino-Double-Feature Grindhouse auf. Im Mai 2007 erschien die DVD-Dokumentation Concert Under the Sea über Meluas im Oktober 2006 erlangten Eintrag im Guinness-Buch der Rekorde. Sie spielte auf dem Boden der Bohrinsel Troll A in der Nordsee 303 Meter unter dem Meeresspiegel mehrere Lieder; es war das bis dahin tiefste Unterwasserkonzert, das jemals stattgefunden hatte.

### Drittes Album: „Pictures“

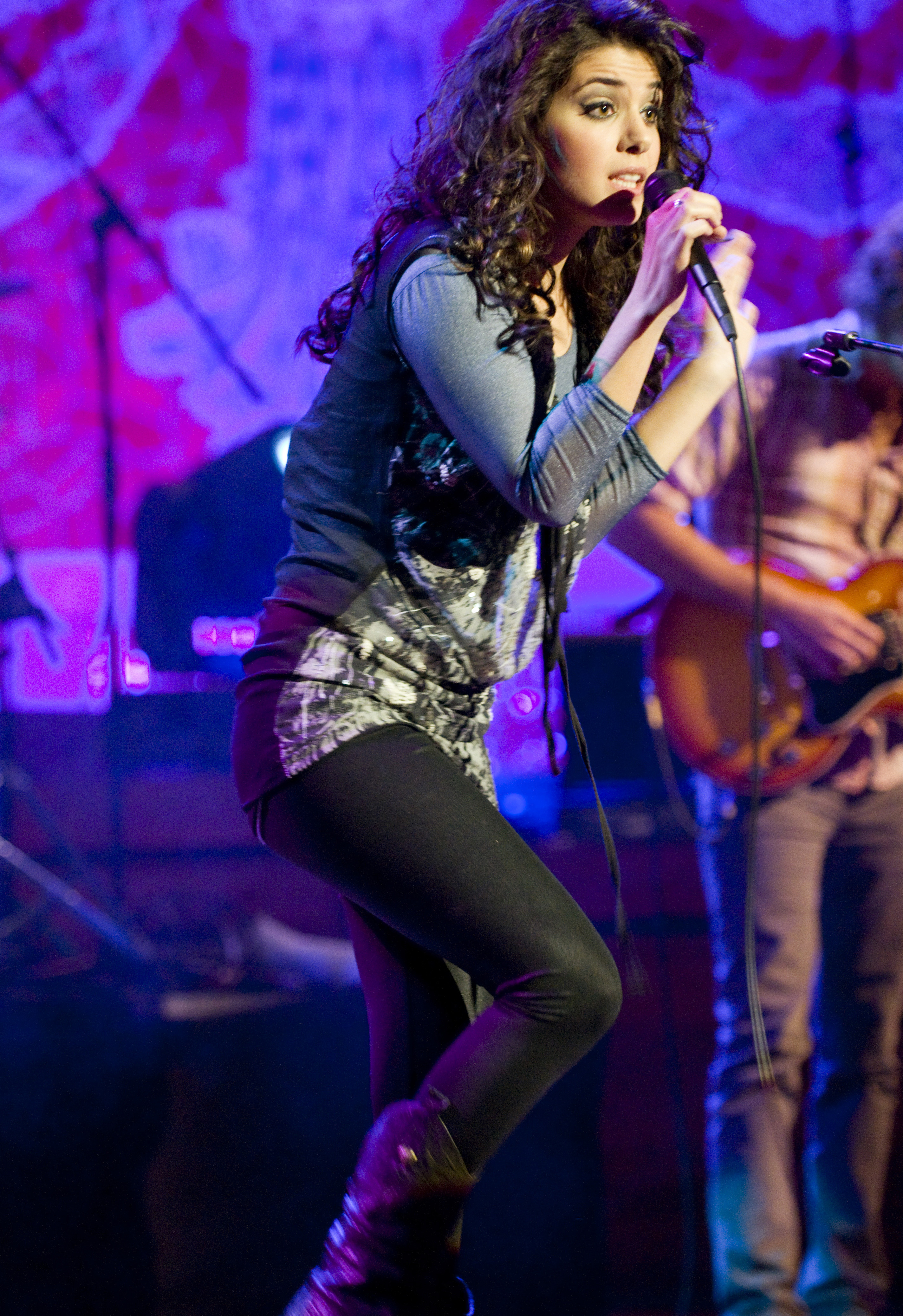
Melua in Barcelona (2008)

Im Juli 2007 trat Melua beim Live-Earth-Konzert in Hamburg auf und gab zwei Konzerte beim North Sea Jazz Festival in Rotterdam. Im Anschluss daran ging sie erneut auf Tournee durch zahlreiche Städte in Deutschland, Frankreich, Norwegen, Irland und Dänemark. Im November 2007 trat sie bei der AVO Session in der Messehalle Basel auf. Das Konzert wurde vom Schweizer Sender SRF zwei aufgezeichnet und ausgestrahlt.
Im September 2007 erschien die Single If You Were a Sailboat aus Meluas drittem Album Pictures, das im selben Monat veröffentlicht wurde. Im Dezember 2007 erschien die Single What a Wonderful World (im Original von Louis Armstrong) für ein Charity-Projekt des British Red Cross. Der Titel ist ein Duett-Mix mit der damals schon verstorbenen Eva Cassidy. Obwohl es ausschließlich in den Läden und auf der Website der britischen Supermarktkette Tesco vermarktet wurde, schaffte es das Lied in der Woche vor dem großen Weihnachtsgeschäft auf Platz 1 der britischen Hitparade.
Im März 2008 startete Melua ihre Welttournee Live Tour 2008, die sie erneut in zahlreiche europäische Städte führte. Neu bei der Tour 2008 war der Einsatz einer aus Videoprojektionen auf in der Senkrechten bewegliche, halbdurchsichtige Schirmmodule bestehenden visuellen Show. Auf diesen wurden bei einigen Stücken themenbezogene Clips eingespielt, bei Scary Films zum Beispiel Szenen aus dem Horrorfilmklassiker Das Cabinet des Dr. Caligari (1920). Im Juni 2008 setzte sie ihre Tour mit einem Doppelauftritt beim Montreal International Jazz Festival fort und gab im Rahmen einer Veranstaltungsreihe mit Übertragungen der Fußball-Europameisterschaftsspiele auf Großbildschirmen, dem sogenannten Fußball-Fan-Fest 2008 in Gelsenkirchen ein weiteres Konzert.
Ebenfalls im Juni 2008 hatte Melua einen Auftritt beim Glastonbury Festival. Anschließend gab sie weitere Konzerte in England; im Juli 2008 folgte ein Auftritt in der Miles Davis Hall beim Montreux Jazz Festival. Im September und Oktober 2008 folgten weitere Konzerte in Südafrika und Europa. Den Abschluss der Live Tour 2008 bildeten Konzerte in sechs französischen Städten Ende Oktober sowie eine Tournee durch elf britische Städte, in deren Rahmen sie im November 2008 ein Konzert in der Londoner O2 Arena gab. Das Konzert wurde aufgezeichnet und im Mai 2009 veröffentlicht. Neben der CD-Version gab es wie schon bei den ersten drei Alben auch eine Vinyl-Edition. Ebenfalls im November 2008 gab sie ein weiteres Konzert beim Internationalen Jazzfestival in Barcelona.
Im Frühling 2009 setzte Melua ihre Tournee in zahlreichen Städten der USA fort, wo sie in kleinen Clubs und Plattenläden zu Eintrittspreisen von 15 US-Dollar auftrat. Einige weitere Konzerte gab sie in Kanada. Zwei Konzerte führten sie im Juli 2009 in ihr Heimatland Georgien nach Tiflis und Batumi; weitere Konzerte gab es unter anderem in Skandinavien, Portugal sowie in der Schweiz, wo sie beim jährlichen Festival Moon and Stars auf der Piazza Grande in Locarno sowie in Zürich auftrat. Im Juli 2009 gab sie zusammen mit den Stuttgarter Philharmonikern unter der Leitung ihres Entdeckers Mike Batt ein Konzert beim Jazz Open in Stuttgart. Am 24. Oktober 2008 erschien die Katie Melua Collection, bestehend aus einer CD mit Einspielungen aus der Zeit von 2003 bis 2007 und den drei neuen Titeln Two Bare Feet, Toy Collection und Somewhere in the Same Hotel sowie einer DVD mit der Aufnahme eines Konzerts in Rotterdam während der Live Tour 2008.

### Weitere Alben

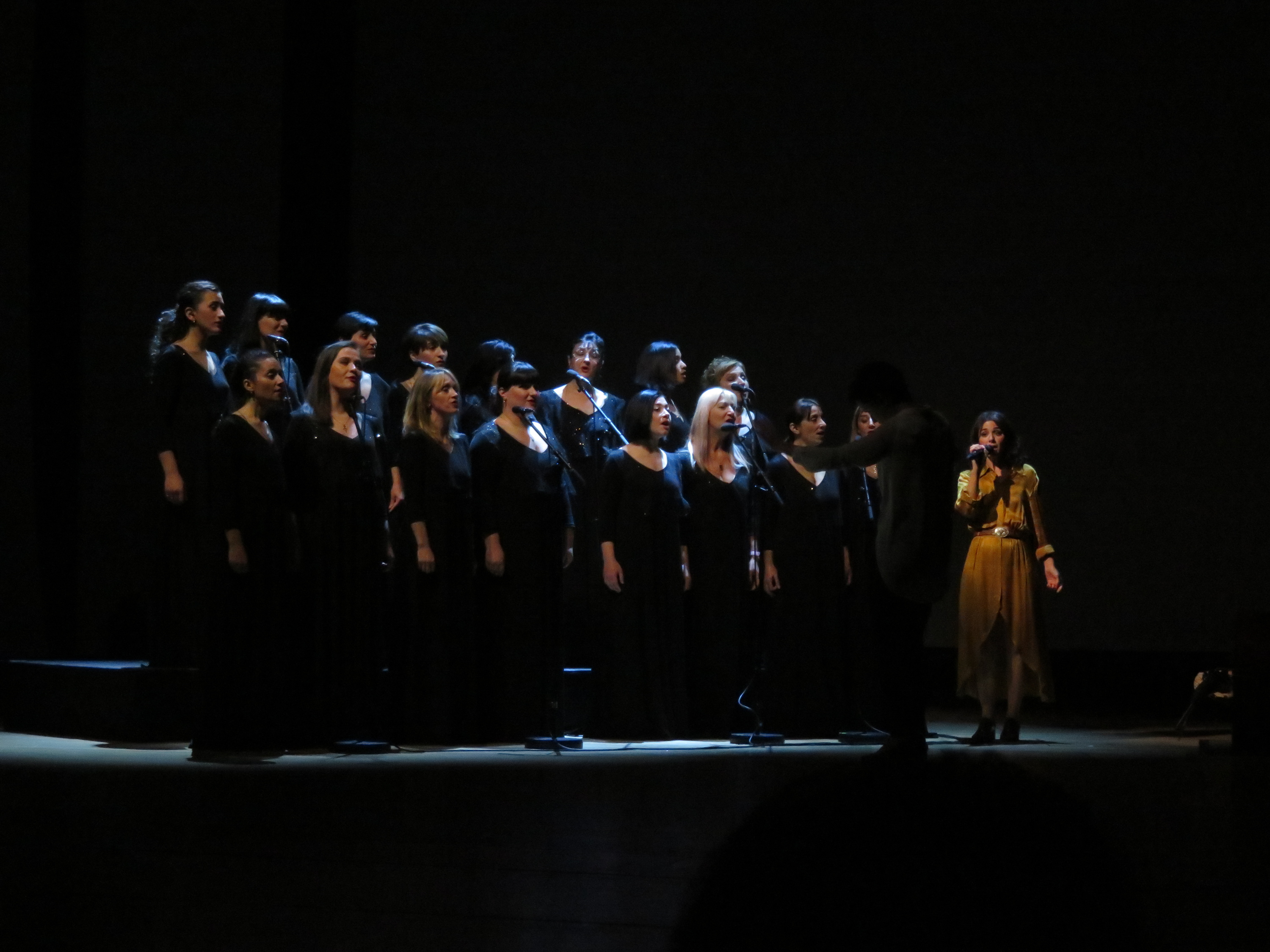
Melua mit dem Gori Women’s Choir (2018)

Auf dem im Mai 2010 erschienenen vierten Album The House wird Batt noch als Executive Producer genannt. Als Produzent fungierte jedoch William Orbit, an die Stelle von Batt als Komponist trat Guy Chambers, zugleich Co-Autor von fünf Titeln; Melua ist Co-Autorin von elf der zwölf Stücke des Albums. Eine Europatournee zum Album war für den Herbst 2010 geplant, musste jedoch aus gesundheitlichen Gründen auf das Frühjahr 2011 verschoben werden.
2012 erschien Meluas fünftes Album Secret Symphony – produziert von Batt, 2013 folgte das sechste mit dem Titel Ketevan – produziert von Mike und seinem Sohn Luke Batt. Beide Alben konnten sich in den Top Ten in Deutschland, Österreich, der Schweiz und Großbritannien platzieren. Danach verließ Melua „Dramatico“. 2016 erschien mit In Winter in Zusammenarbeit mit dem Gori Women’s Choir bei BMG erstmals ein von Melua selbstproduziertes Album. 2020 wurde ebenfalls bei BMG das Album No. 8 veröffentlicht, das Top-Ten-Platzierungen in der Schweiz, in Deutschland und in Großbritannien erreichte.

## Stilistische Einordnung

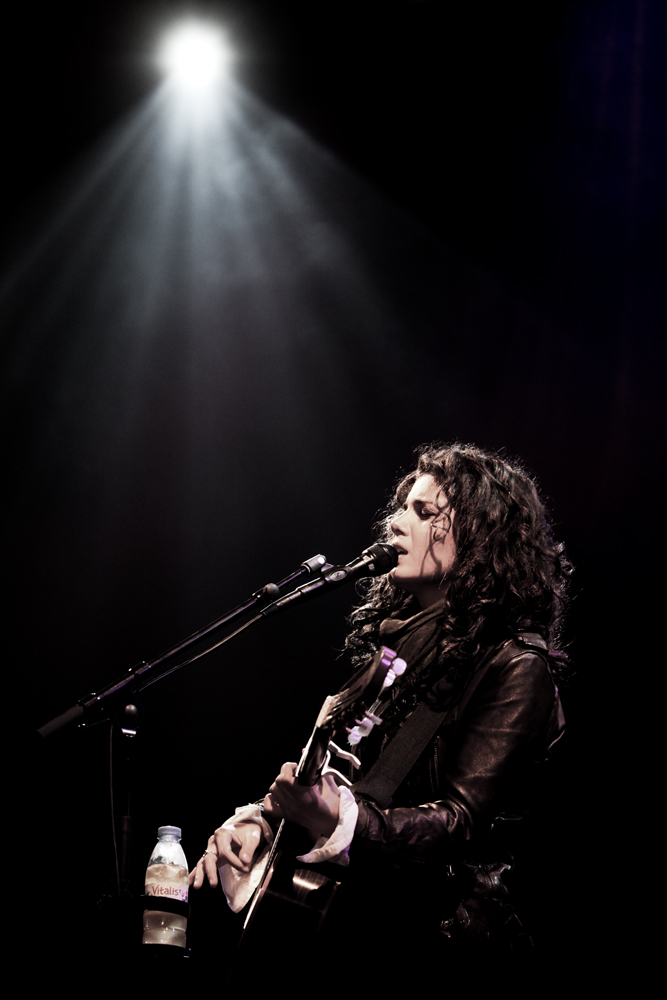
Melua in Cascais (2009)

Meluas Entdecker Batt verglich sie um 2003, im Erscheinungsjahr des ersten Albums Call Off the Search, mit Eartha Kitt und Édith Piaf:

“[…] there are little reminders in her voice, of all sorts of other singers like Eartha Kitt and Edith Piaf […]”

„Ihre Stimme ruft beim näheren Hinhören Erinnerungen an so unterschiedliche Sängerinnen wie Eartha Kitt oder Edith Piaf wach“

 Dramatico
Die Kritik sah das zum Teil anders und stufte Melua eher als Popsängerin ein:

„Und immer, wenn sie sich wie in My aphrodisiac is you oder Learnin’ the blues zu viel von Jazz, Blues, Swing oder Wiesiealleheißen verwirren läßt, wirkt sie auch nicht so glücklich. Hingegen sind es gerade die schlichten Tracks, die so ergreifend sind.“

„Ein klein wenig mehr Blues schimmert durch die schlurfigen Popsongs, die nach Kaminfeuer oder wenigstens Kerzenschein schreien“

Die Resonanz auf Meluas Auftritte lässt eine zum Teil unterschiedliche Einschätzung ihrer Musik erkennen. So wurde diese eine gelungene Mischung aus Folk und Blues mit Jazzakzenten genannt:

« Elle a donné jeudi soir un superbe concert à Montreux. […] Du folk, des accents jazzy, et du blues, étonnamment souligné dans ce spectacle donné dans le Miles Davis Hall »

„[…] Einflüsse der Folkmusik, jazzige Akzente und Blueselemente, auf diesem sich auf erstaunliche Weise abhebenden Konzert […].“

Melua selbst wird aus einem Interview vom Mai 2008 wie folgt zitiert:

„Sprechen wir also über etwas ganz anderes: Ist Ihre Musik Pop?
Auch.
Oder eher Jazz, Blues oder Folk? Es passt nichts so richtig.
Ja, und ein bisschen Rock ist auch noch dabei. Ich habe keine Nische. […] Und ich habe eben kein bestimmtes Etikett.“

## Diskografie

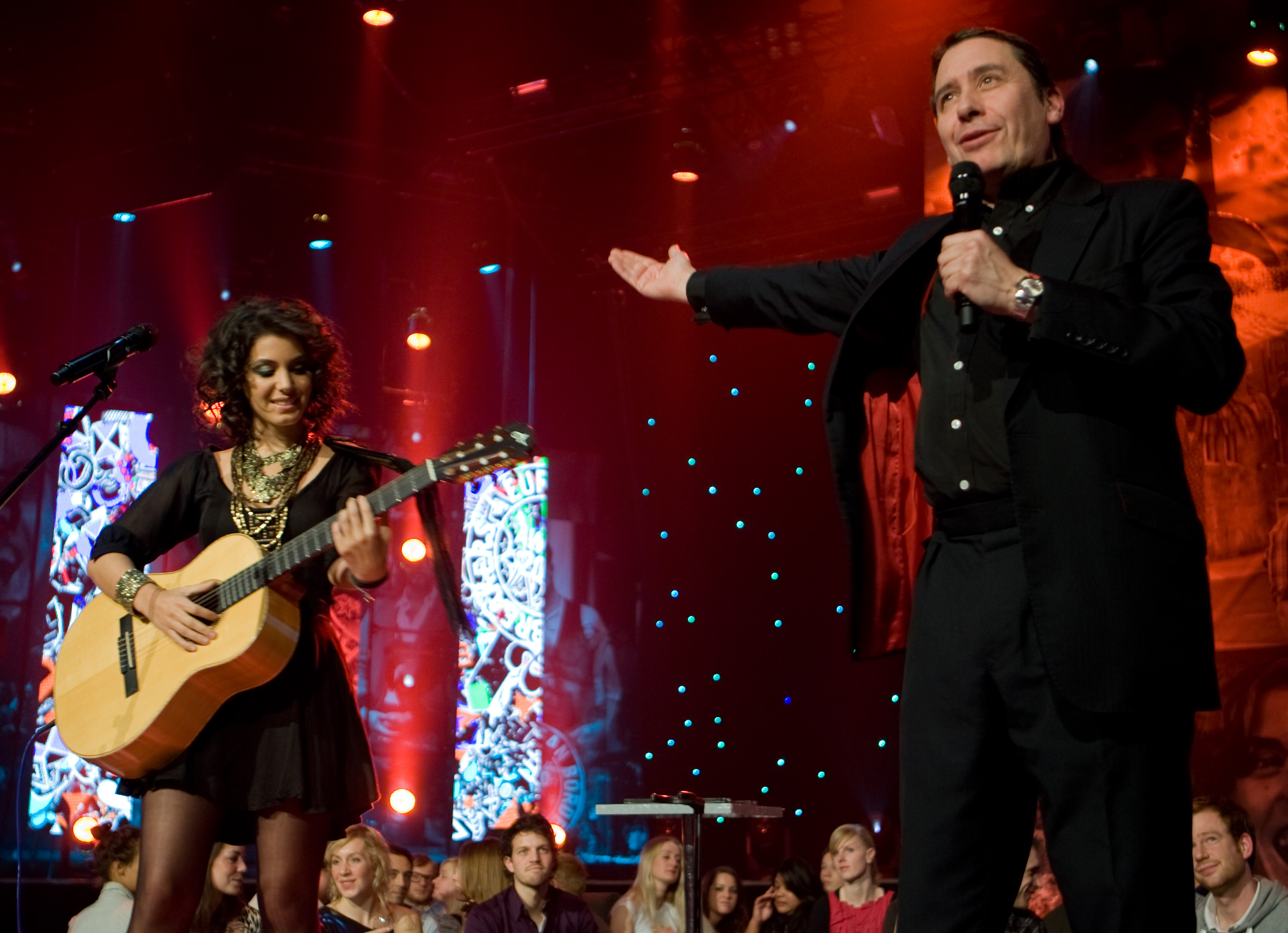
Melua und Jools Holland beim European Border Breakers Award 2011

Studioalben

| Jahr | Titel Musiklabel                           | Höchstplatzierung, Gesamtwochen, AuszeichnungChartplatzierungen (Jahr, Titel, Musiklabel, Platzierungen, Wochen, Auszeichnungen, Anmerkungen) | Höchstplatzierung, Gesamtwochen, AuszeichnungChartplatzierungen (Jahr, Titel, Musiklabel, Platzierungen, Wochen, Auszeichnungen, Anmerkungen) | Höchstplatzierung, Gesamtwochen, AuszeichnungChartplatzierungen (Jahr, Titel, Musiklabel, Platzierungen, Wochen, Auszeichnungen, Anmerkungen) | Höchstplatzierung, Gesamtwochen, AuszeichnungChartplatzierungen (Jahr, Titel, Musiklabel, Platzierungen, Wochen, Auszeichnungen, Anmerkungen) | Höchstplatzierung, Gesamtwochen, AuszeichnungChartplatzierungen (Jahr, Titel, Musiklabel, Platzierungen, Wochen, Auszeichnungen, Anmerkungen) | Anmerkungen                                                    |
| Jahr | Titel Musiklabel                           | DE | AT | CH | UK | US | Anmerkungen                                                    |
| ---- | ------------------------------------------ | --- | --- | --- | --- | --- | -------------------------------------------------------------- |
| 2003 | Call Off the Search Dramatico              | DE8 ×2Doppelplatin · (111 Wo.)DE | — | CH29 Platin · (47 Wo.)CH | UK1 ×6Sechsfachplatin · (100 Wo.)UK | US161 (1 Wo.)US | Erstveröffentlichung: 18. Oktober 2003 Verkäufe: + 2.705.000   |
| 2005 | Piece by Piece Dramatico                   | DE2 ×4Vierfachplatin · (138 Wo.)DE | AT5 Platin · (129 Wo.)AT | CH3 ×3Dreifachplatin · (63 Wo.)CH | UK1 ×4Vierfachplatin · (51 Wo.)UK | US108 (2 Wo.)US | Erstveröffentlichung: 23. September 2005 Verkäufe: + 3.652.500 |
| 2007 | Pictures Dramatico                         | DE2 Platin · (47 Wo.)DE | AT6 Gold · (29 Wo.)AT | CH1 ×2Doppelplatin · (49 Wo.)CH | UK2 Platin · (26 Wo.)UK | — | Erstveröffentlichung: 28. September 2007 Verkäufe: + 1.507.500 |
| 2010 | The House Dramatico                        | DE3 Gold · (20 Wo.)DE | AT3 (16 Wo.)AT | CH1 Platin · (24 Wo.)CH | UK4 Gold · (12 Wo.)UK | — | Erstveröffentlichung: 24. Mai 2010 Verkäufe: + 325.000         |
| 2012 | Secret Symphony Dramatico                  | DE2 Gold · (24 Wo.)DE | AT3 (14 Wo.)AT | CH2 (30 Wo.)CH | UK8 Gold · (10 Wo.)UK | — | Erstveröffentlichung: 2. März 2012 Verkäufe: + 230.000         |
| 2013 | Ketevan Dramatico                          | DE6 (14 Wo.)DE | AT6 (12 Wo.)AT | CH6 (15 Wo.)CH | UK6 Silber · (10 Wo.)UK | — | Erstveröffentlichung: 16. September 2013 Verkäufe: + 60.000    |
| 2016 | In Winter BMG Rights Management            | DE10 (14 Wo.)DE | AT11 (3 Wo.)AT | CH4 (15 Wo.)CH | UK9 Silber · (16 Wo.)UK | — | Erstveröffentlichung: 14. Oktober 2016 Verkäufe: + 60.000      |
| 2020 | Album No. 8 BMG Rights Management          | DE5 (10 Wo.)DE | AT4 (5 Wo.)AT | CH2 (11 Wo.)CH | UK7 (3 Wo.)UK | — | Erstveröffentlichung: 16. Oktober 2020                         |
| 2021 | Acoustic Album No. 8 BMG Rights Management | — | — | CH33 (1 Wo.)CH | — | — | Erstveröffentlichung: 26. November 2021                        |
| 2022 | Aerial Objects Modern Recordings (BMG)     | — | — | CH83 (1 Wo.)CH | — | — | Erstveröffentlichung: 15. Juli 2022 mit Simon Goff             |
| 2023 | Love & Money BMG Rights Management         | DE9 (3 Wo.)DE | AT29 (2 Wo.)AT | CH7 (5 Wo.)CH | UK35 (1 Wo.)UK | — | Erstveröffentlichung: 24. März 2023                            |

## Auszeichnungen
- 2005

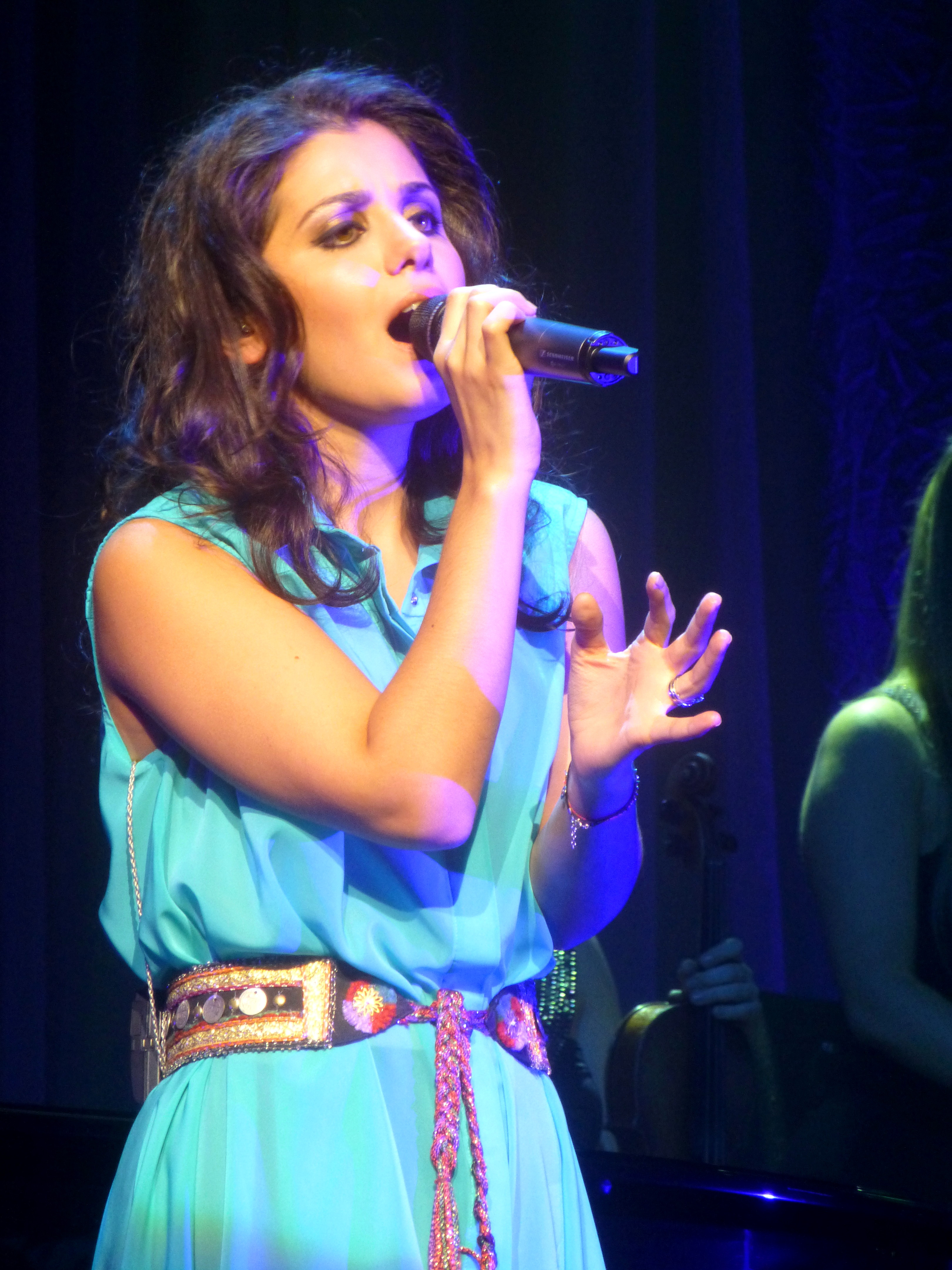
Melua in Paris (2012)

  - Echo: Erfolgreichster Newcomer International
  - DVD Champion in der Kategorie Music Artist Award
- 2006
  - Echo: Nominierung Beste Internationale Künstlerin
  - Edison Award (Holland): Beste Internationale Sängerin mit dem Album Piece by Piece
- 2007
  - Goldene Kamera: Beste Internationale Musikerin
  - Echo: Beste Künstlerin International Rock/Pop
- 2008
  - Echo: Nominierung Beste Künstlerin International Rock/Pop
- 2014
  - Ein Asteroid wurde am 16. Januar 2014 nach ihr benannt: (25131) Katiemelua.